# Ontherus tenuistriatus
Ontherus tenuistriatus är en skalbaggsart som beskrevs av François Génier 1996. Ontherus tenuistriatus ingår i släktet Ontherus och familjen bladhorningar. Inga underarter finns listade i Catalogue of Life.